# David L. Wolper
David L. Wolper (New York, 1928. január 11. – Beverly Hills, 2010. augusztus 10.) amerikai televíziós és filmproducer.
Olyan művek fűződnek a nevéhez, mint a Gyökerek, Tövismadarak, Észak és Dél, Szigorúan bizalmas, Willy Wonka és a csokigyár. A Gyökerek sorozatot világszerte 130 millióan látták.
Számos ismeretterjesztő filmet illetve sorozatot készített, ilyen volt a Biography (tévésorozat 1961-63.), The Rise and Fall of the Third Reich (tévéfilm), Appointment with Destiny (tévésorozat), This is Elvis, Four Days in November, Imagine: John Lennon.
1959-ben rendezte a The Race for Space című dokumentumfilmjét. Ez a film az Egyesült Államok és a Szovjetunió közötti űrversenyről szól, amiért Oscar-díjra jelölték. 1971-ben rendezte a rovarok világáról szóló Hellstrom Chronicle című dokumentumfilmet, amivel Oscar-díjat nyert.
A televíziós munkájának elismeréseként, csillagot kapott a Hollywoodi hírességek sétányán (Hollywood Walk of Fame).
A 82 éves Wolper 2010. augusztus 10-én szívleállás és a Parkinson-kór szövődményeinek következtében halt meg Beverly Hills-i otthonában.

## Fordítás
- Ez a szócikk részben vagy egészben  a   David L. Wolper című angol Wikipédia-szócikk fordításán alapul.  Az eredeti cikk szerkesztőit annak laptörténete sorolja fel. Ez a jelzés csupán a megfogalmazás eredetét és a szerzői jogokat jelzi, nem szolgál a cikkben szereplő információk forrásmegjelöléseként.

1. ↑  David L. Wolper Academy Awards Acceptance Speech. (Hozzáférés: 2024. február 29.)
2. ↑  https://www.imdb.com/name/nm0938678/bio?ref_=nm_ov_bio_sm